# Cirkus
För andra betydelser, se Cirkus (olika betydelser).

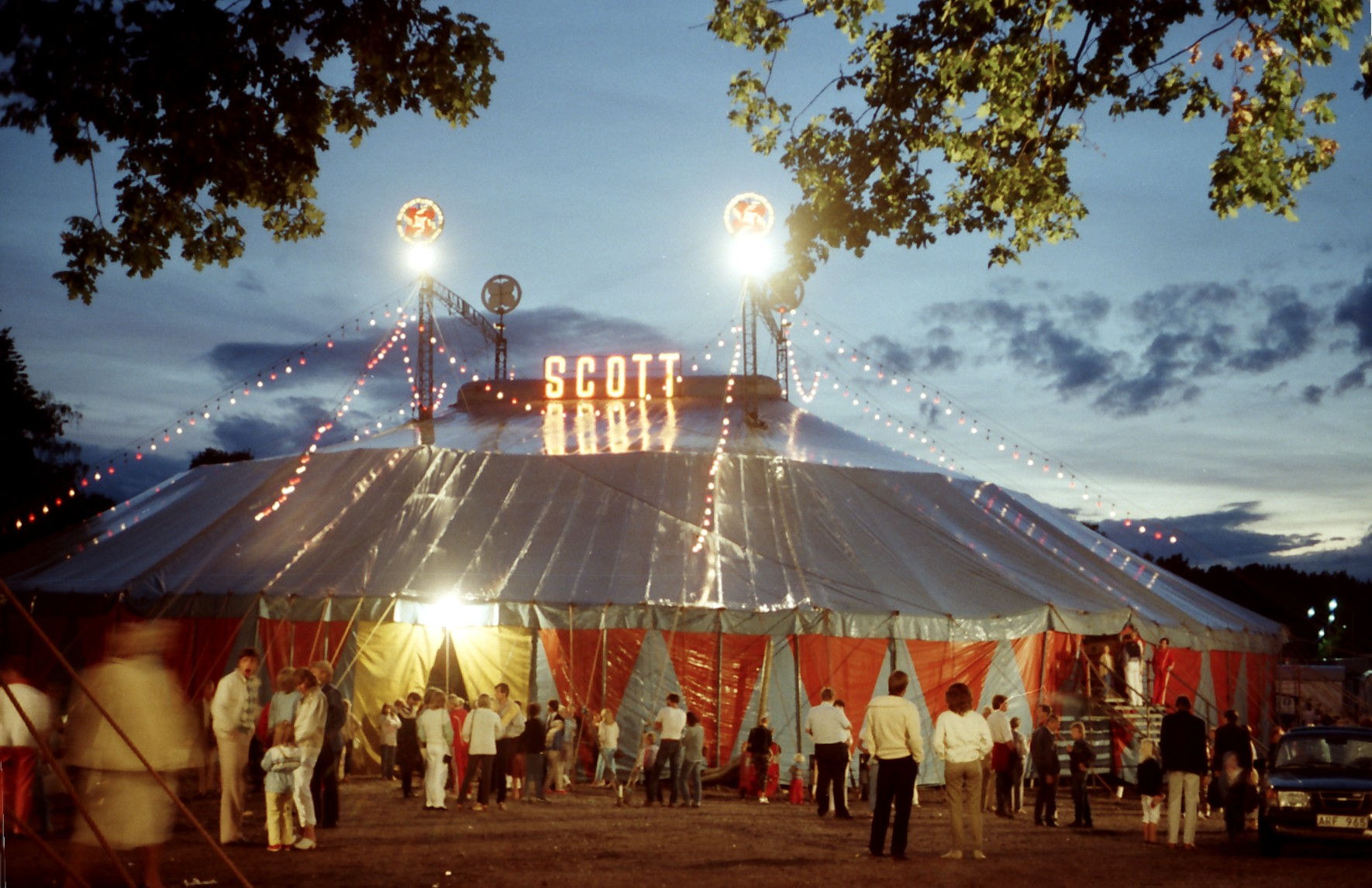
Cirkus Scott på Storängsbotten i Stockholm, 1983

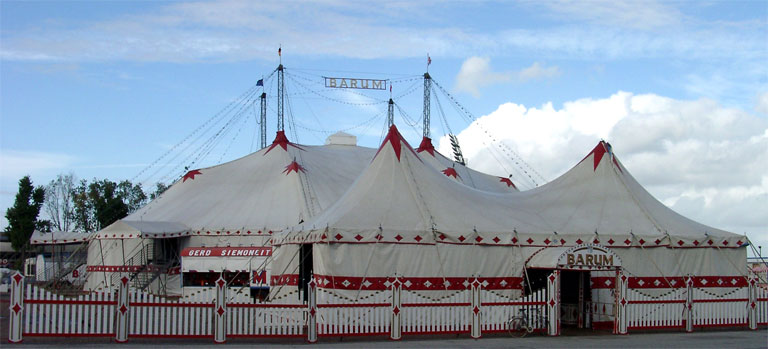
Cirkustält hos Zirkus Barum i Tyskland, 2004

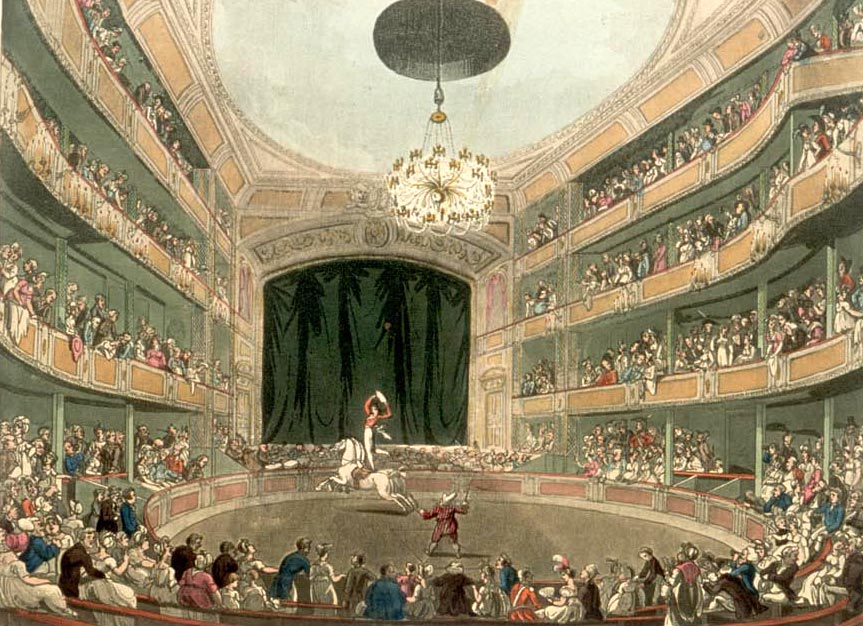
Astley's Royal Amphitheatre i London, teckning av Thomas Rowlandson och Augustus Pugin, omkring 1810

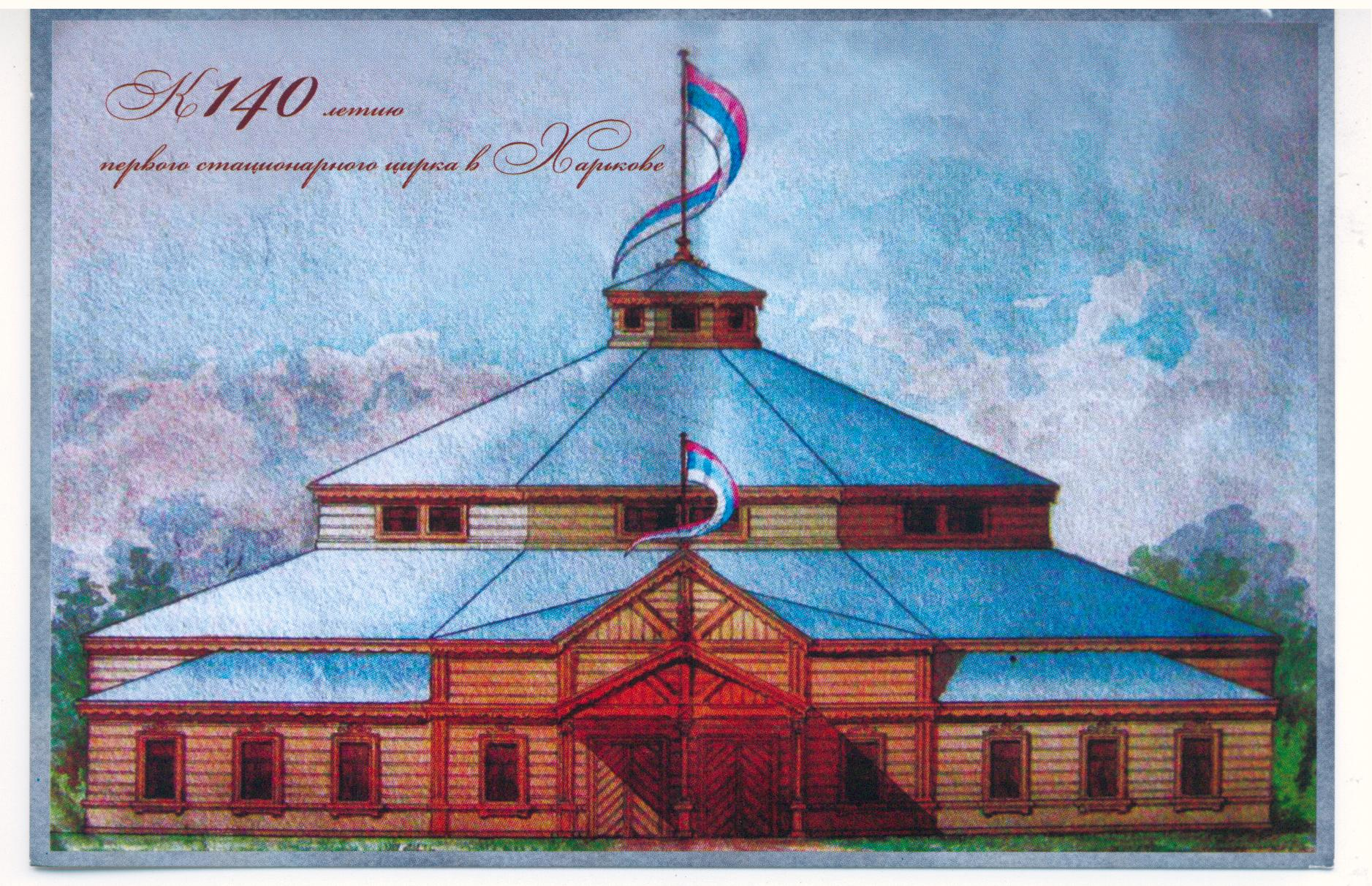
Den gamla cirkusbyggnaden i trä i Charkiv i Ukraina

Cirkus är en scenkonstform, i vilken ingår bland annat manege- och gatuartisteri. Klassisk cirkus utförs idag främst i tält och fasta cirkusbyggnader. Akrobater, balansartister, trollkonstnärer och clowner är även stommen i varieté och nycirkus. I dessa sammanhang är spelplatsen ofta en teaterscen eller utomhus. Oavsett vilket uttryck det handlar om, är det samma sorts artister – med samma färdigheter – som uppträder i dessa olika scenkonstformer.

## Historik
Cirkus har sina rötter i Romarriket. Därifrån kommer namnet cirkus och formen på arenan, men inte programformatet. Cirkus Maximus var en rännarbana för tävlingar med häst och vagn. På imperiets amfiteatrar, såsom Colosseum, erbjöds gladiatorspel, djurhetsningar och offentliga avrättningar. 
Dagens klassiska cirkus har sina rötter på brittiska ridskolor, vilka ofta drevs av före detta kavallerister. I denna miljö formades även dagens hästsport, vilket är förklaringen till att cirkuspersonal ännu bär uniform och flera av cirkusens discipliner med djur också är grenar inom hästsporten, till exempel högre skolans dressyr, kür, voltige och frihetsdressyr. År 1766 lämnade kavalleristen Philip Astley den brittiska armén och började som ridlärare.  Efter två år drev han en egen ridanläggning, där han också uppträdde med avancerade konster till häst  Den första kända föreställningen hölls 9 januari 1768. Han upptäckte att konsterna med fördel kunde utföras i en rundel och kompletterade senare sina föreställningar med akrobater, jonglörer, clowner och pantomimer. 
Rundeln, där uppträdande skedde, benämndes "manege". Runt omkring den placerades först sittplatser och sedan också väggar, tak, läktare i flera våningar, och vid sidan manegen en scen för pantomimer. Den första cirkusbyggnaden, Astley's Amphitheatre, fanns i London. År 1782 etablerade Philip Astley också Cirque Olympique i Paris i Frankrike. Rivalen Charles Hughes grundade en andra cirkus i London 1782 under namnet The Royal Circus.  År 1807 lanserades ordet cirque av den italienska familjen Franconi, vars framgångar lade grunden till att orden circus, cirque och circo kom att etableras som de vanligaste begreppen för konstformen. 
Den brittiske konstryttaren James Price förde sitt cirkussällskap, via Tyskland, till Sverige 1787. År 1793 introducerades cirkus i USA med en första föreställning i Philadelphia och samma år lanserades cirkuskonsten i Ryssland av Charles Hughes. Under 1800-talet kom först Frankrike och sedan också Tyskland att etableras som stora europeiska cirkusländer.

### Utveckling
Cirkusföreställningar genomfördes länge utomhus eller i ridhus eller andra byggnader. Själva byggnaden kunde vara provisorisk eller permanent. Ofta innehöll byggnaderna såväl manege som scen. Föreställningar i cirkustält var en amerikansk nyhet, som introducerades i Europa under 1800-talets andra hälft, och det dröjde till början av 1900-talet innan föreställningar i tält kom att bli den vanligaste formen. 
Cirkuskonsten introducerades i USA 1793, där P.T. Barnum och James A. Bailey utvecklade en extravagant variant av cirkus med tre maneger och en omgivande oval rännarbana. Efter sammanslagning med Ringlings Bros. blev Ringling Brothers and Barnum Bailey Cirkus världens största cirkus under många år. Svensken Trolle Rhodin var under många år dess artistiske ledare. Denna mer komplicerade amerikanska cirkusform har dock aldrig slagit igenom utanför Nordamerika.

## 1900- och 2000-talen
Cirkuskonsten har utvecklats på olika sätt runt om i världen. I ursprunget kretsade cirkus runt hästarna, kompletterade med akrobater av olika slag, lindansare, jonglörer, trollkonstnärer, clowner och pantomimer. Med början i Tyskland blev andra djur en del av cirkusarnas föreställningar, vilket hänger samman med att Tyskland var ett centrum för handel med exotiska djur, främst  till djurparker. Den vägen blev elefanter, lejon, tigrar, isbjörnar, giraffer och så vidare en del av cirkus i många länder. I Sverige var dessa djur länge sällsynta, men med Schönemans Menageri och musik från Tyskland  kom sådana från slutet av 1800-talet.
International Circus Festival of Monte-Carlo är sedan 1974 en årlig festival. Med denna kunde cirkusartister för första gången få utmärkelser samt utbyta erfarenheter från varandra under organiserade former.

## Cirkus i Sverige
Akrobaten Rosalia Price och hennes make, konstberidaren James Price, grundade 1787 med tillstånd och hjälp av kung Gustav III den första cirkusen i Sverige. De första föreställningarna spelades på Barnhuskällarens gård vid Drottninggatan i Stockholm och innefattade till en början bara akter till häst. Cirkussällskapet stannade i Stockholm till våren 1788 och besökte också bland annat Göteborg.  Paret Prices cirkus följdes av andra sällskap från England, Tyskland och Frankrike. Cirkus var ännu inte ett etablerat begrepp, utan programformatet kallades för konstberidaresällskap, cirkus och hippodrom, vilket är anledningen att cirkusbyggnaden i Malmö, invigd 1899, heter Hippodromen. Men oavsett namnet hade programmen samma innehåll: konster till häst och ibland med hundar, akrobatik, balansnummer, jonglering och pantomimer, medan vilda djur bara undantagsvis förekom. Från början spelades cirkus utomhus, men snart började sällskapen hyra in sig i ridhus och i större städer uppfördes fasta cirkusbyggnader. Tält blev vanligt förekommande först i början av 1900-talet.
På 1800-talet kom flertalet cirkusar som turnerade i Sverige från Tyskland, Frankrike och England. Några stannade kvar i landet och mest kända är familjerna Bronett, Schreiber, Schumann, Gautier och Houcke. Cirkusar med säte i Sverige var, och är fortfarande, produktionsbolag. Fram till 1980-talet inskränkte sig den egna djurhållningen till hästar och hundar. Andra sorters djur samt artister hyrdes in för de enskilda produktionerna. Cirkusar, som startade på 1980-talet, valde i flera fall egen djurhållning beroende på kritik sammanhängande med att svenska myndigheter inte hade kontroll över hur djur tränades och sköttes utomlands.   
Sverige har en unik cirkustradition i fråga om artister. Under de första hundra åren var artisterna självlärda, gick i lära hos etablerade artister och cirkusar eller kom från artistfamiljer. 
I 1920-talets Sverige blev hälsa och träning populärt och det blev på modet att träna vad som då kallades frigymnastik, kraftsport eller frisksport. Möjligheter till träning erbjöds i föreningslivet och här utmärkte sig Svenska Frisksportförbundet. Många tränade också på eget hand. Vissa utvecklade träningen till akter för att framträda i arrangemang i folkparker och inom föreningslivet. De upptäcktes på folkparkernas och Barnens Dags talangjakter och presenterades för arrangörer på folkparkernas artistforum. Folkparkernas riksstyrelse förmedlade även cirkusartister och drev egna turnerande varietégrupper,  till exempel Malmstenstruppen. Under denna period blev Sverige internationellt känt som ett drivhus för artister och lockade talangscouter från utländska cirkusar och varietéer. John Ringling North, direktören för världens största cirkus, amerikanska Ringlings Bros. and Barnum & Baley Circus, besökte Sverige vid flera tillfällen på jakt efter talanger. 
Kritik mot cirkusverksamhet eller enskilda cirkusföretag har bland annat framförts av generellt djurrättsorganisationer beträffande användande av djur på cirkus. Cirkusföretagen och Akademien för Cirkuskonstens bevarande i Sverige anser att lag, förordning och författning gäller lika för alla som använder djur för uppvisningar, tävlingar och utställningar.. Vilda djur på cirkus förbjöds i Sverige 1959 med undantag för elefanter och sjölejon. År 2013 uppträdde elefanter och sjölejon för sista gången i en svensk manege och dessa djurarter förbjöds på cirkus 2019. Trots frånvaron av vilda djur har de svenska cirkusarna ansatts av djurrättsorganisationer. Kampanjen mot vilda djur på cirkus kulminerade 2016-2017.[källa behövs] Tre företag överlevde: Cirkus Brazil Jack, Cirkus Olympia och Cirkus Rhodin, vilka 2019 tillsammans genomförde 500 föreställningar över hela landet inför 150 000 betalande åskådare.[källa behövs]
Idag består svensk cirkus dels av offentligt finansierad nycirkus, dels av klassiska turnerande cirkusen som finansieras med biljettintäkter. På många mindre orter är cirkus årets enda professionella kulturbesök.

## Cirkusbyggnader

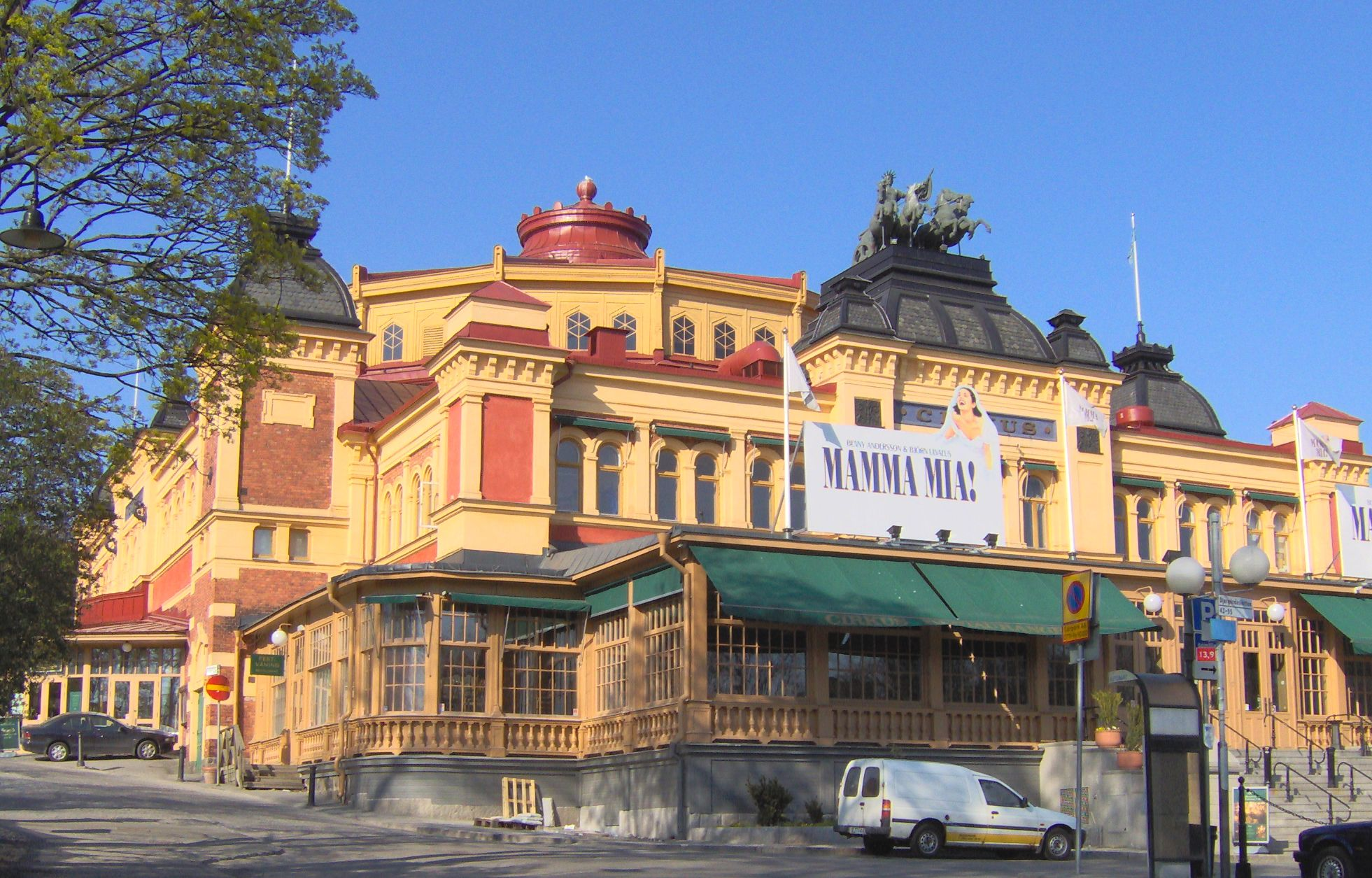
Djurgårdscirkus i Stockholm.

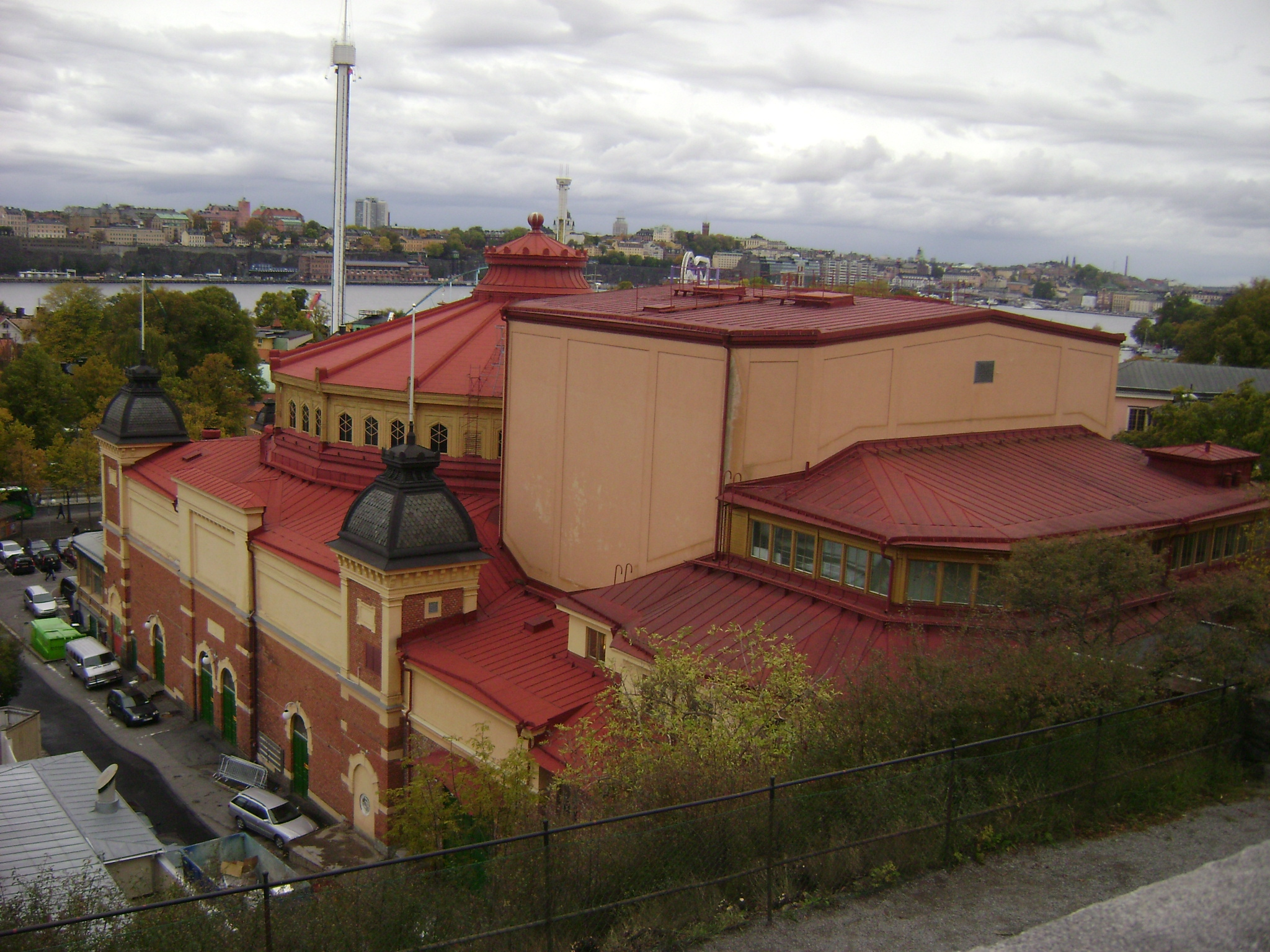
Baksidan av Djurgårdscirkus, sedd från Skansen

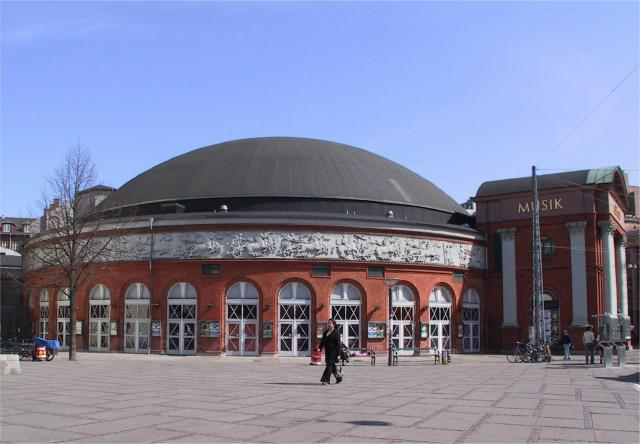
Cirkusbyggnaden i Köpenhamn från 1886

Philip Astley skapade de första fasta cirkusbyggnaderna och under 1800-talet blev helt inbygga, teaterliknande byggnader, ofta med både manege och scen, allt vanligare. Den moderna cirkusbyggnadens utformning inspirerades inte minst av den i Paris 1843 uppförda Cirque des Champs-Élysées i Paris. Den ritades av Jacques Hittorff, var helt rund och saknade fast scen. Den rymde 4 000 åskådare och revs strax i slutet av 1800-talet. I Paris finns också Jacques Hittorffs Cirque d'Hiver från 1852.
Under 1800-talet och början av 1900-talet uppfördes i flera europeiska huvudstäder fasta byggnader för cirkus, med runda maneger och bekväma sittplatser. I sidobyggnader fanns också djurstallar och rekvisitahallar.

### Äldre cirkusbyggnader i urval
- Blackpool Tower Circus, 1894
- Hippodrome i London, 1900
- Great Yarmouth Hippodrome, 1903
- Royal Theater Carré Amsterdam, 1887
- Cirkusbygningen i Köpenhamn, 1886
- Cirkusbygningen, Århus
- Djurgårdscirkus, Djurgården, Stockholm, 1892
- Hippodromen i Malmö, 1899 (del av Malmö stadsteater)
- Furuvik, Gävle, 1946
- Cirkus, Linköping, numera kontor
- Lorensbergs Cirkus, riven 1969
- Rullans cirkusbyggnad, Sundsvall, riven
- Cirkus Verdensteater, Oslo, riven 1935
- Cirkusbyggnaden, Helsingfors, riven

### Cirkustält
Moderna cirkusar arrangerar sina föreställningar nästan enbart i stora tält. Denna hantering började i USA i början av 1800-talet. I Sverige är cirkustält kända sedan 1880-talet.
I ett cirkustält av modernt snitt är tältduken uppspänd med hjälp av ett antal metallmaster. En mängd stormstänger spänner oftast ut tälttaket. Rundseglet är tältväggen runtom och detta bärs upp av rondell- eller bardunstänger med barduner, som fästs i marken med jordankare.

## Cirkusföretag

### Europeiska och amerikanska cirkusar i urval
- Cirkus Carl Hagenbeck i Tyskland
- Circus Krone, Barum och Roncalli i Tyskland
- Ringling Bros. and Barnum & Bailey i USA
- Knie och Nock i Schweiz
- Gruss, Zavatta och Medrano i Italien
- Mundial i Spanien
- Benneweis, Arena och Dannebrog i Danmark
- Arnardo, Merano och Agora i Norge
- Finlandia i Finland
- Cirkus Brazil Jack, Cirkus Olympia och Cirkus Rhodin i Sverige

### Cirkusföretag i Sverige
- Cirkus Brazil Jack
- Cirkus Madigan
- Cirkus Olympia
- Cirkus Rhodin
- Cirkus Bambino
- Cirkus Scott
- Cirkus Maximum
- Cirkus Wictoria
- Cirkus Europa
- Cirkus Harlekin
- Cirkus Scala
- Cirkus Skratt
- Cirkus Starlight
- Cirkus Kul&Bus
- Sundsvalls stadscirkus
- Cirkus Mani
- Ludvika minicircus
- Malmö Cirkusskola
- Norrköpings Ungdomscirkus
- Tulseboda Ungdomscirkus
- Uppsala Ungdomscirkus
- Norrköpings cirkus och varieté
- Furuviks Ungdomscirkus (1936–2009)